# Gorysz lekarski
Gorysz lekarski (Peucedanum officinale L.) – gatunek rośliny z rodziny selerowatych. Występuje w południowej i środkowej Europie. W Polsce nie występuje.

## Morfologia

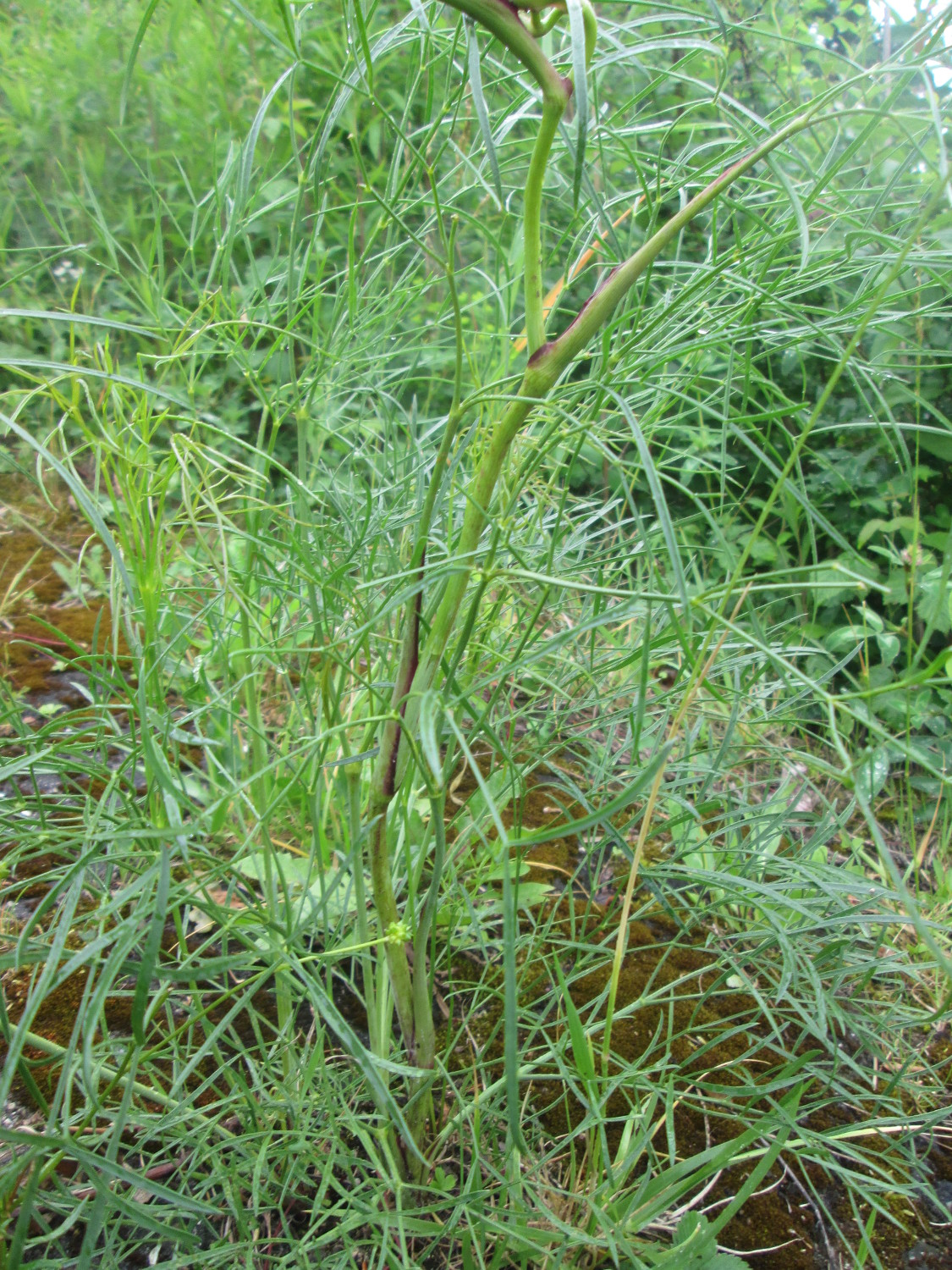
Liście

PokrójRoślina wieloletnia o wysokości 50 – 100 cm, czasami nawet do 200 cm.
ŁodygaProsta, słabo rozgałęziona, obła.
LiścieLiście 3-dzielne, o odcinkach równowąskich o długości do 9 cm, niekiedy wzajemnie się przeplatające.
KwiatyŻółte, skupione w baldachach 10-40 promiennych.

## Biologia i ekologia
Bylina. Kwitnie od sierpnia do września. Rośnie głównie na łąkach, suchych murawach. Gatunek charakterystyczny dla związku (All.) Magnocaricion.